# Bururi
Bururi est une ville du sud-ouest du Burundi. C'est la capitale de la province de Bururi, l'une des 17 provinces du pays.

## Religion
Bururi est un évêché, siège du diocèse de Bururi créé le 6 juin 1961. On y trouve la cathédrale Marie-Reine. C’est à Buta, dans la province de Bururi, qu’eut lieu le massacre du petit séminaire en 1997.